# Princípio de Landauer
O princípio de Landauer é um princípio físico sobre o limite teórico inferior do consumo de energia da computação. Ele sustenta que uma mudança irreversível nas informações armazenadas em um computador dissipa uma quantidade mínima de calor para o ambiente.

## Declaração
O princípio de Landauer afirma que a energia mínima necessária para apagar um bit de informação é proporcional à temperatura na qual o sistema está operando. Mais especificamente, a energia necessária para esta tarefa computacional é dada por
{\displaystyle E\geq k_{\text{B}}T\ln 2,}
onde {\displaystyle \ k_{\text{B}}\,} é a constante de Boltzmann. À temperatura ambiente, o limite de Landauer representa uma energia de aproximadamente 0,018 eV (2,9×10−21 J). Os computadores modernos usam cerca de um milhão de vezes mais energia por operação.